# 连镇客运专线
连镇客运专线，又称连淮扬镇铁路，是中国江苏省一条连接连云港市与镇江市的铁路，北起连云港，经淮安、扬州至镇江。该线是沟通苏北、苏中、苏南的便捷通道，被称作江苏铁路的脊梁骨，全长305.2公里，设计时速为250公里。2019年12月16日连淮段通车运营，2020年12月11日淮镇段通车，全线开通运营。
连镇客运专线由中铁上海设计院集团有限公司负责总体设计。线路于镇江境内由五峰山长江大桥跨越长江干流。

## 线路走向
连镇客运专线自青盐铁路连云港灌云董集站引出，向南沿长深高速依次经过灌云、灌南、涟水，至淮安新建淮安东站与徐盐客运专线交汇。然后继续向南沿京沪高速通过宝应、高邮、江都和邗江。线路在镇江境内过江。经过横山后折向西南，最终接入沪宁城际铁路丹徒站。

## 历史
- 2011年：中国“十二五”铁路规划中，连镇铁路被纳入中国第十二个五年规划实施项目[6]。
- 2013年8月：连镇铁路项目建议书获得中国国家发改委主任联席会议批准通过，连镇铁路正式立项。线路等级被确定为时速250公里的客运专线[7]。
- 2014年
  - 9月30日：国家发展改革委批复连镇铁路可行性研究报告，预计建设工期为4.5年[1]。
  - 12月26日：连镇铁路跨长江大桥五峰山长江大桥北岸引桥桥梁工程开工[8][9][10][11][12]。
- 2015年
  - 9月10日：连镇铁路全面开工建设动员会在扬州召开[13][14]。
- 2017年3月25日：线路单线箱梁架设施工开始[15]。
- 2018年
  - 6月22日：连镇铁路开始架设接触网[16]。
  - 10月17日：连镇铁路9座车站开展施工招投标，主要内容包括站房、雨棚、天桥等工程[17]。
  - 10月19日：连镇铁路开始正式铺轨[18]。
- 2019年
  - 5月18日：连镇铁路连淮段铺轨任务全部完成，实现全线贯通[19]。
  - 7月26日：线路董集站至淮安东站区段开始静态验收[20]。
  - 9月17日：连镇铁路连淮段开始联调联试，开行综合检测列车进行综合项目检测工作[21]。
  - 12月16日：连镇铁路连云港站-淮安东站段开通运营[22][23]。
  - 12月26日：五峰山长江大桥实现合龙[24]。
- 2020年
  - 4月22日：五峰山长江大桥连镇线双线轨道铺通[25]。
  - 9月1日：连镇铁路淮镇段开始联调联试[26]。
  - 10月29日：连镇铁路淮镇段开始试运行[27]。
  - 12月11日：连镇客专线淮镇段开通运营[28][3]。

## 技术标准
- 铁路等级：客运专线。
- 正线数目：双线。
- 限制坡度：20‰。
- 路段旅客列车设计行车速度：250公里/小时（横山至丹徒、镇江160km/h），局部限速。
- 最小曲线半径：一般地段3500米，困难地段3000米。
- 线间最小距离：4.6米。
- 牵引种类：电力牵引。
- 到发线有效长度：650米。
- 闭塞类型：自动闭塞。

## 车站
| 连镇客运专线           |          |          |                     |                                 |          |                                           |
| 站名                   | 所在区域 | 所在区域 | 董集站 起计里程(km) | 连接铁路                        | 站台规模 | 备注                                      |
| 2019年12月16日开通路段 |          |          |                     |                                 |          |                                           |
| 董集站                 | 连云港市 | 灌云县   | 0                   | 青盐铁路                        | 6条      | 越行站 青盐线接轨站                       |
| 灌云站                 | 连云港市 | 灌云县   | 20.3                |                                 | 2台4线   |                                           |
| 灌南站                 | 连云港市 | 灌南县   | 41.79               |                                 | 2台4线   | 设综合维修工区                            |
| 涟水站                 | 淮安市   | 涟水县   | 79.46               |                                 | 2台4线   |                                           |
| 淮安东站               | 淮安市   | 淮安区   | 105.15              | 徐盐客运专线 宁淮城际铁路(在建) | 4台10线  | 设综合维修车间、动车存车场                |
| 2020年12月11日开通路段 |          |          |                     |                                 |          |                                           |
| 宝应站                 | 扬州市   | 宝应县   | 148.96              |                                 | 2台4线   |                                           |
| 高邮北站               | 扬州市   | 高邮市   | 173.56              |                                 | 2台4线   | 设综合维修工区                            |
| 高邮站                 | 扬州市   | 高邮市   | 200.36              | 宁启铁路                        | 2台4线   |                                           |
| 扬州东站               | 扬州市   | 广陵区   | 241.66              | 北沿江高铁(在建)                | 2台6线   | 设综合维修车间 通过泰安联络所连接宁启铁路 |
| 大港南站               | 镇江市   | 京口区   | 298.86              |                                 | 2台4线   |                                           |
| 丹徒站                 | 镇江市   | 丹徒区   | 305.29              | 沪宁城际铁路                    | 4台10线  | 沪宁城际线接轨站                          |

## 运营
连镇客运专线董集至淮安段105公里长的线路于2019年12月16日开通，本线开行D字头动车组列车，最高运行时速250km/h，连云港站到淮安东站最快运行时间约50分钟。2019年12月30日中国铁路运行图调整后，除本线及跨线徐盐铁路列车外还开行往西安北、郑州东、青岛北等方向的长途跨线G字头高速动车组列车。线路执行浮动票价，连云港-淮安东的二等座票价随列车时刻及运行时间不同而变化，公布票价58元，但实际执行票价最低37元，最高56元。
截至2023年12月22日，主要区间线路公布票价如下（G字头二等座价格）
- 连云港——淮安东：￥58
- 淮安东——扬州东：￥62/￥60
- 扬州东——镇江：￥37
- 扬州东——常州：￥66